# Bezirk Krāslava (2009–2021)
Der Bezirk Krāslava (Krāslavas novads; lettgallisch: Kruoslovys nūvods) war ein Bezirk im Südosten Lettlands an der Grenze zu Belarus in der historischen Landschaft Latgale, der von 2009 bis 2021 existierte. Bei der Verwaltungsreform 2021 wurde der Bezirk in einen neuen, größeren Bezirk Krāslava überführt.

## Geographie
Durch das Gebiet fließt die Düna. Außerdem liegen viele Seen im Gebiet. Die größten sind der Sivers-See und der Dridza-See.

## Gliederung
19.811 Einwohner lebten 2010 im Bezirk Krāslava, der sich in zwölf Gemeinden (pagasts) gliederte:
- Auleja
- Indra
- Izvalta
- Kalnieši
- Kaplava
- Kombuļi (Kumbuļs)
- Krāslava Land (Kruoslova)
- Krāslava Stadt (Verwaltungszentrum)
- Piedruja
- Robežnieki
- Skaista
- Ūdrīši

## Historische Kirchenbauten

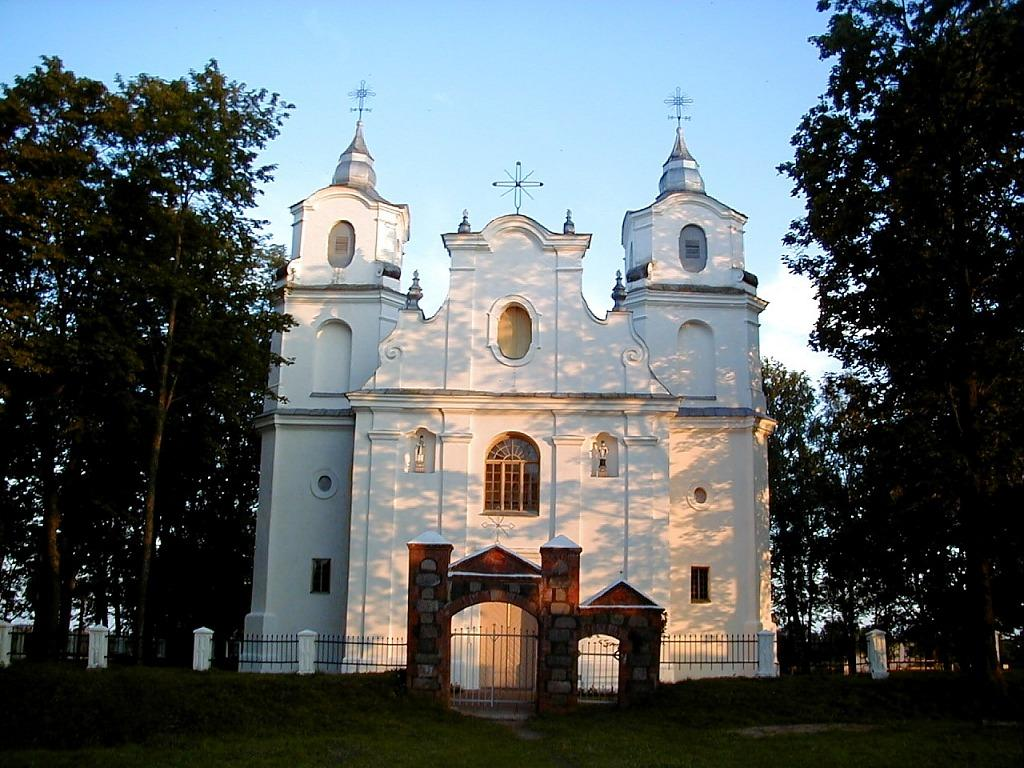
Katholische Kirche St. Maria Magdalena in Auleja
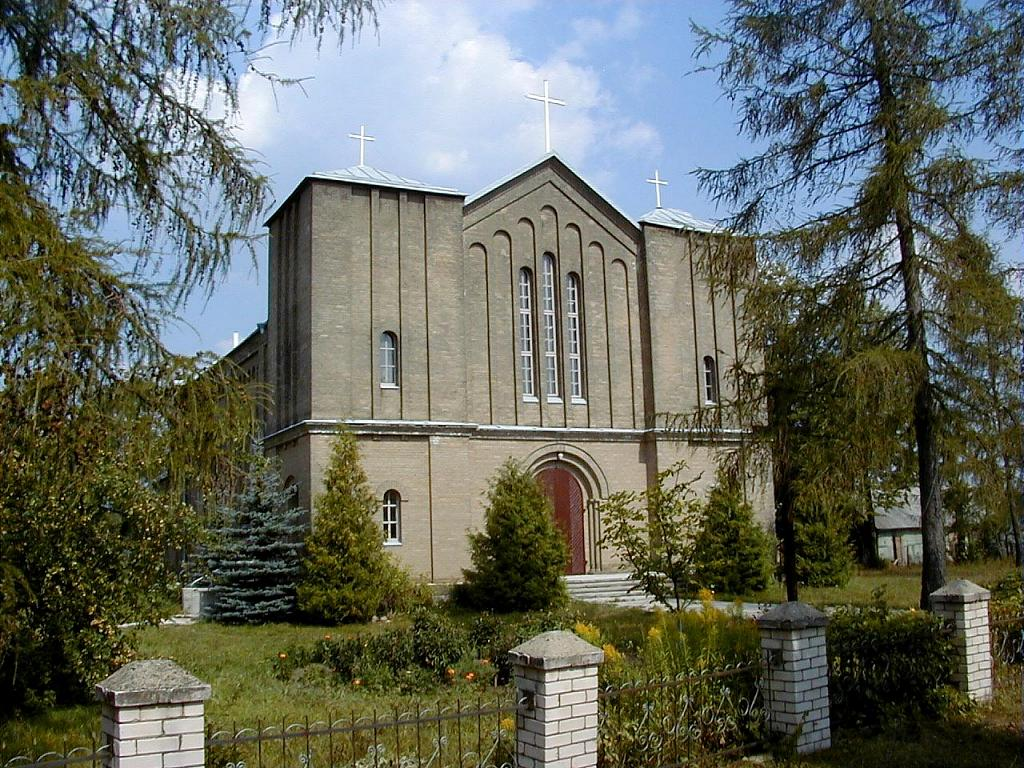
Katholische Kirche der Heiligen Dreifaltigkeit in Indra
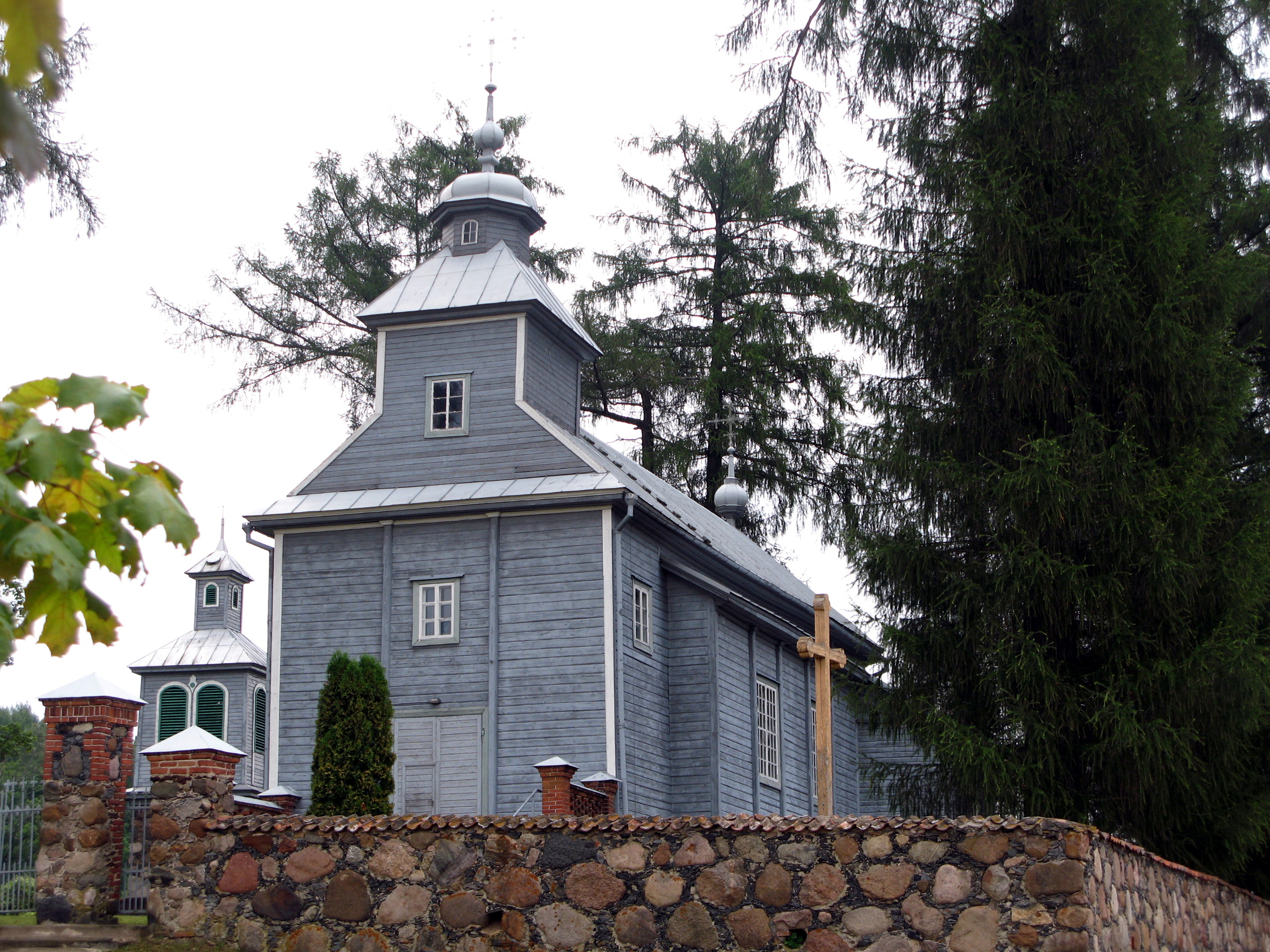
Katholische Kirche Johannes des Täufers in Lielindrica (Gemeinde Kalnieši), älteste Holzkirche in Lettland von 1698
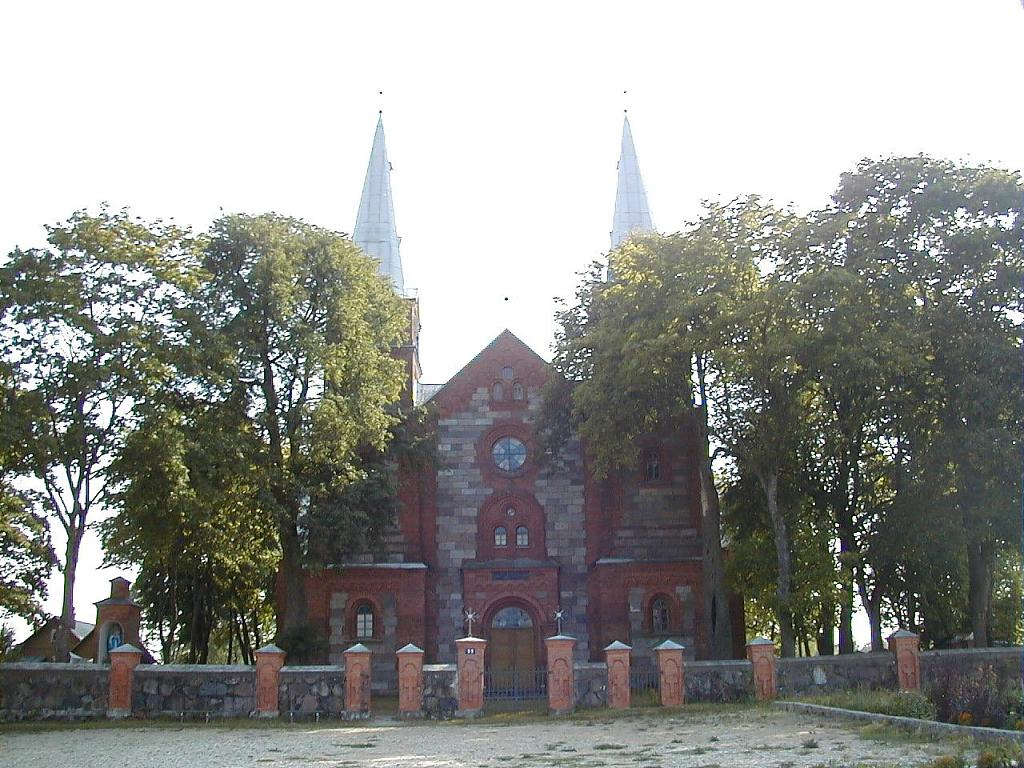
Katholische Kirche St. Anna in Izvalta
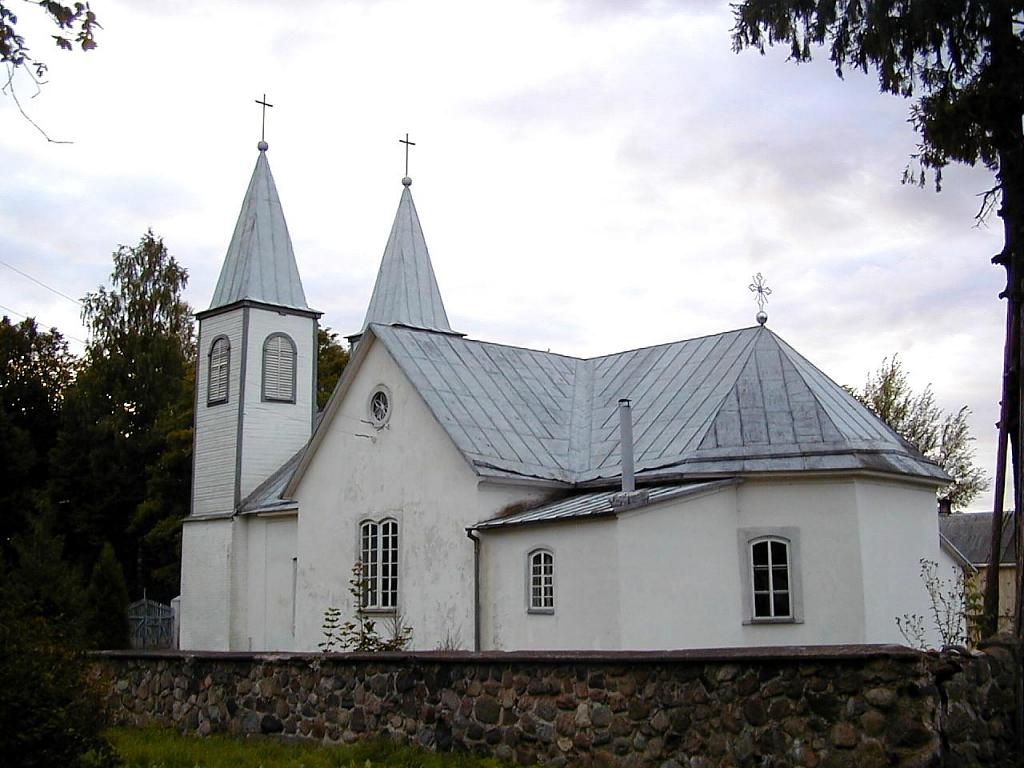
Katholische Kirche St. Joseph in Kombuļi
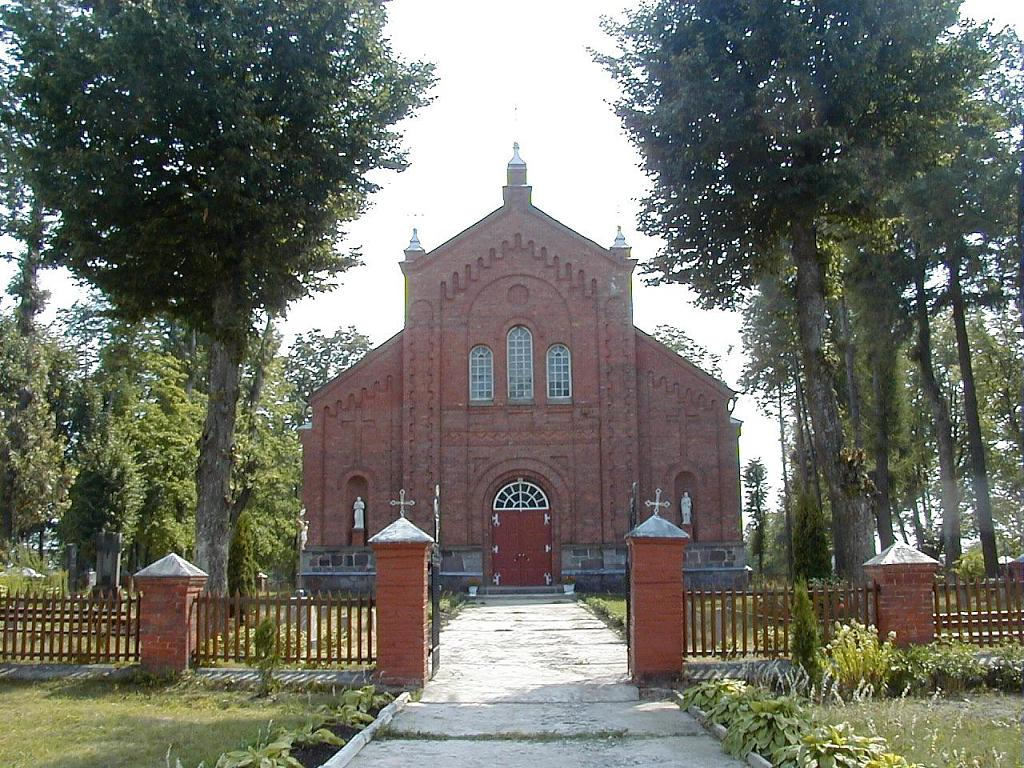
Katholische Kirche Robežnieki
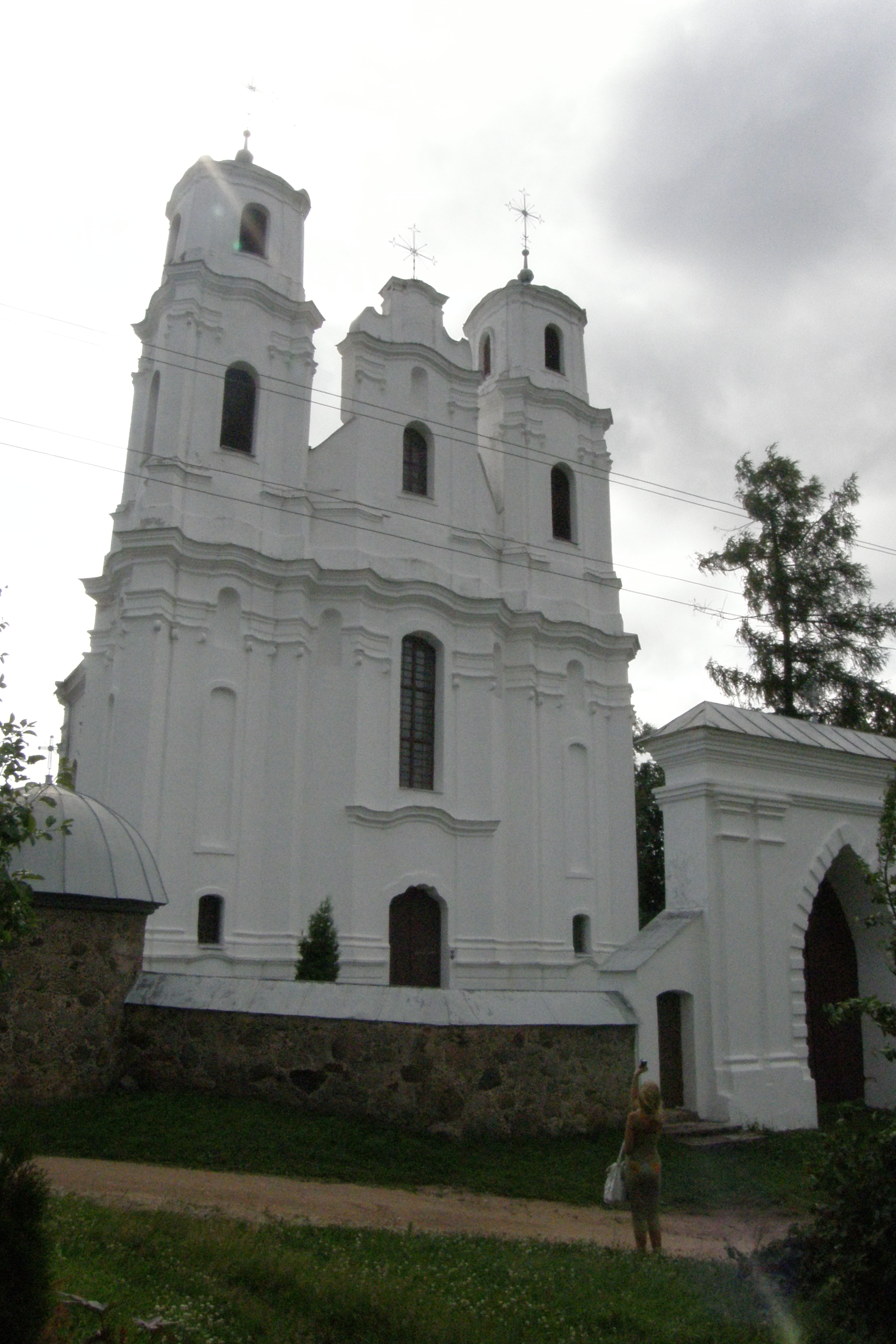
Katholische Kirche der Jungfrau Maria in Piedruja
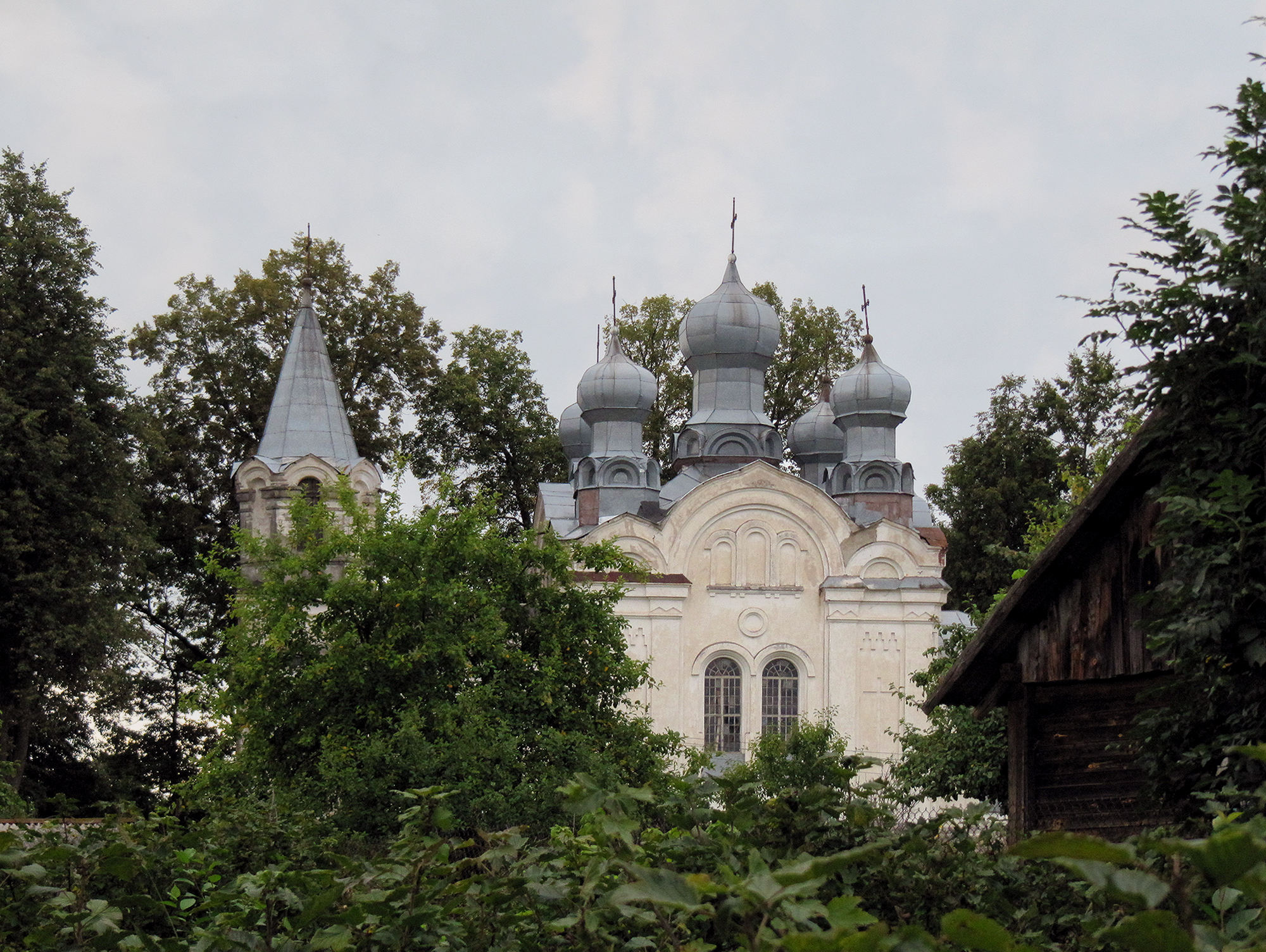
Orthodoxe St.-Nikolai-Kirche in Piedruja
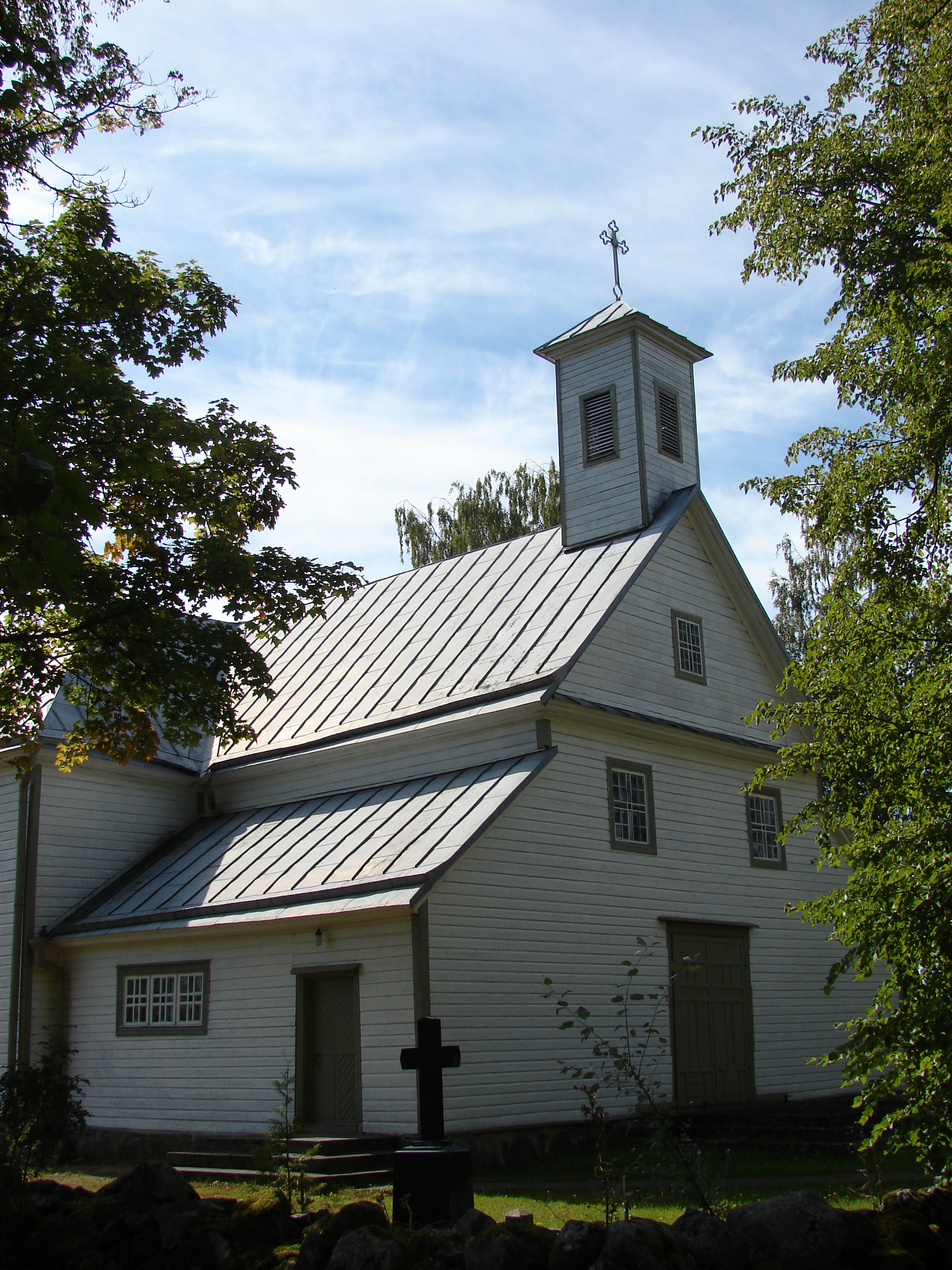
Katholische Kirche der Jungfrau Maria in Skaista
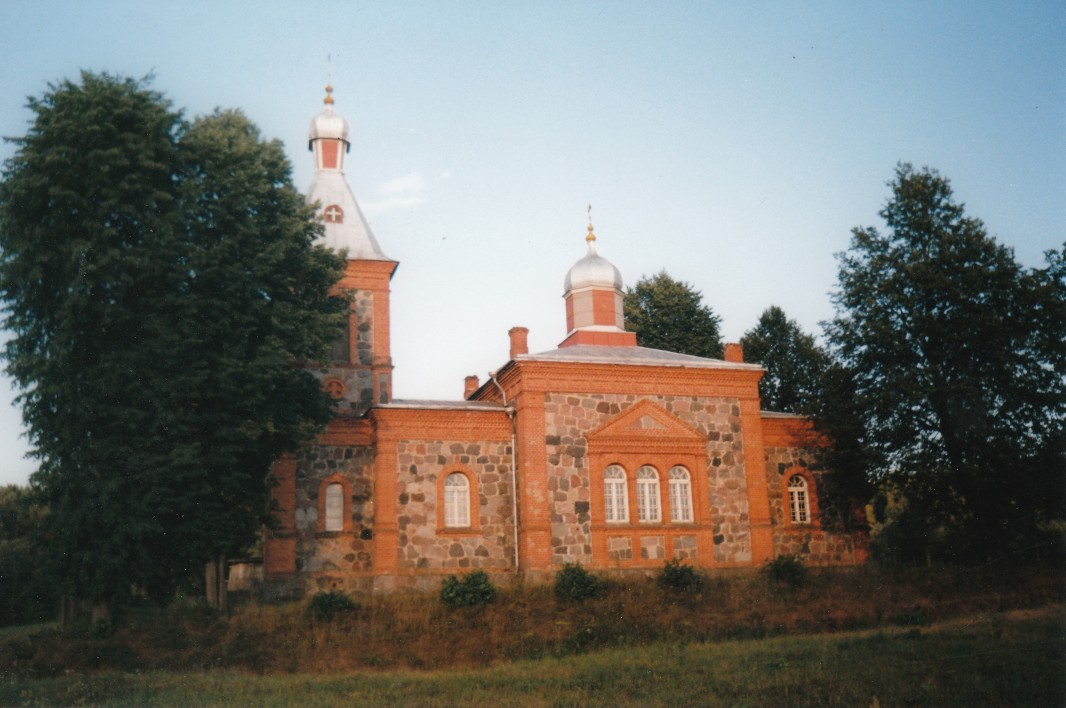
Orthodoxe Kirche Mariä Himmelfahrt in Veckaplava (Gemeinde Kaplava), erbaut von 1894 bis 1895
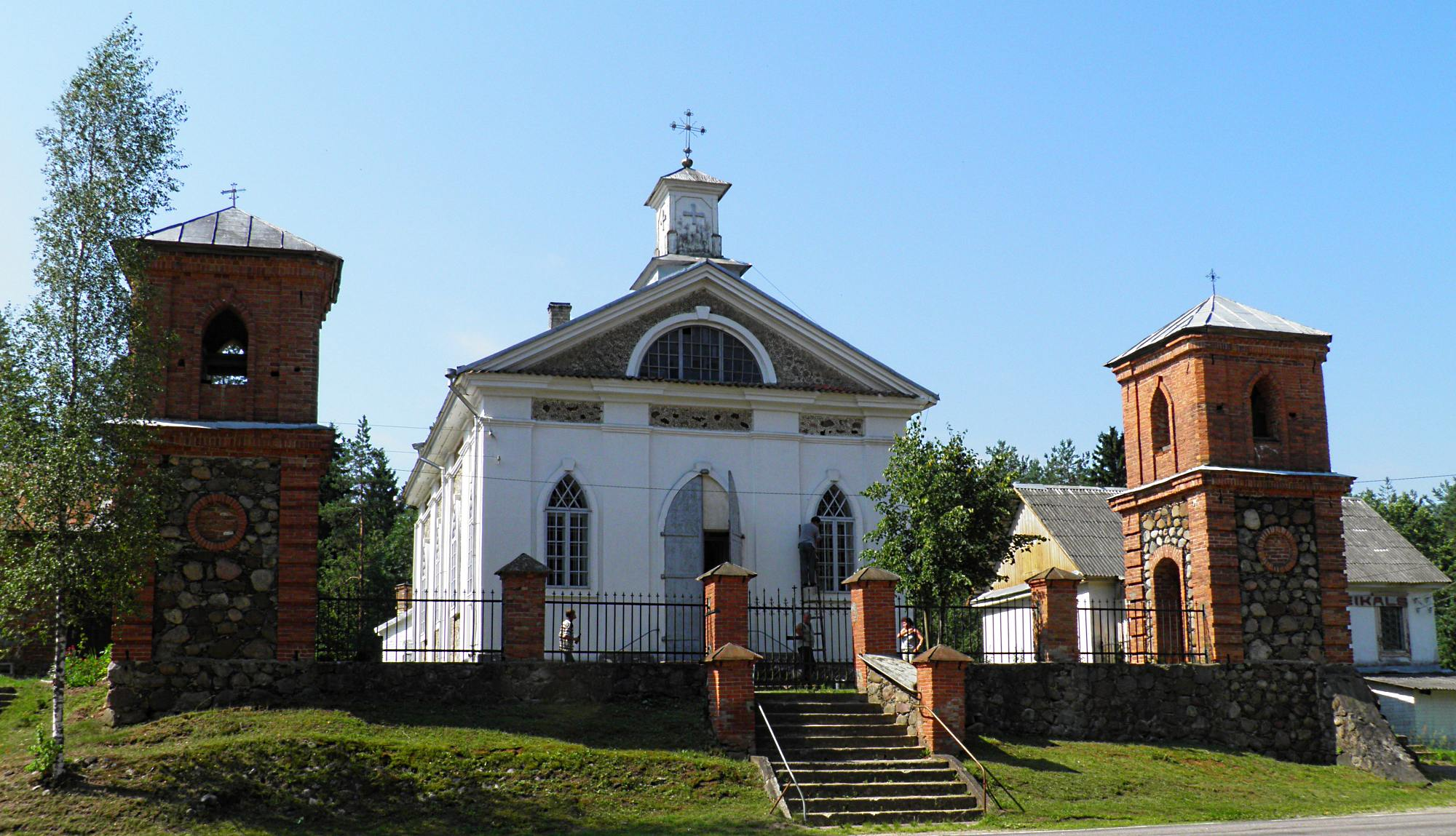
Katholische Kirche Unserer Lieben Frau in Borovka (Gemeinde Ūdrīši), erbaut 1811
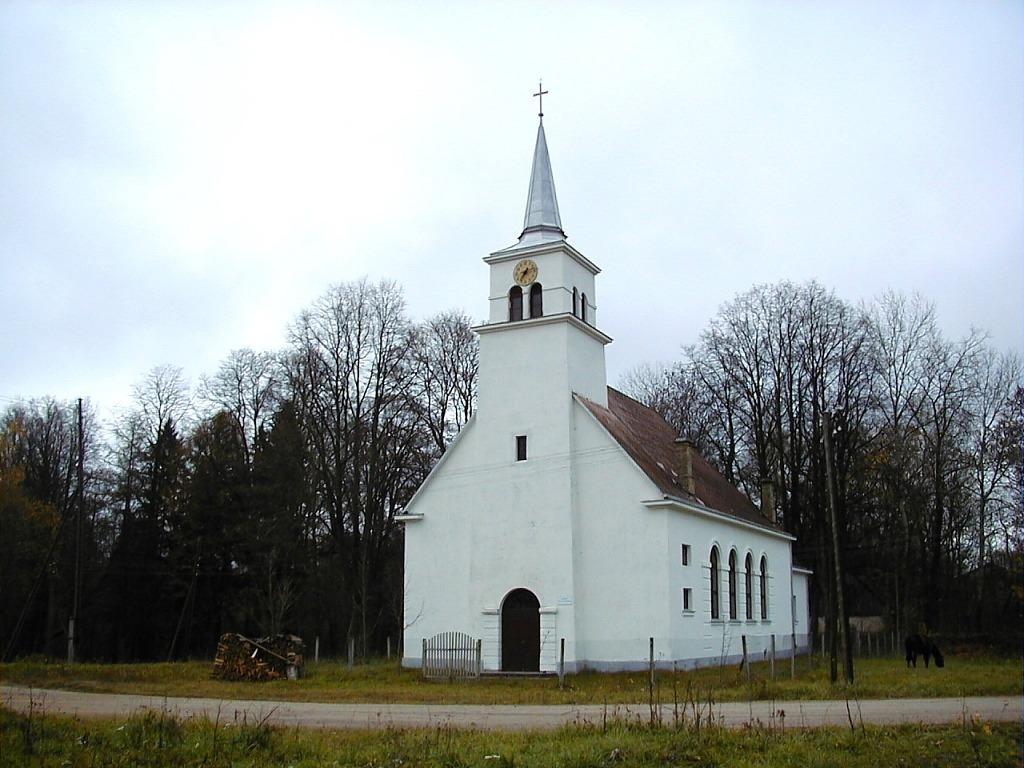
Lutherische Kirche in Vecborne (Gemeinde Kaplava); erbaut von 1936 bis 1939 als Ersatzbau für eine in das Lettische Freilichtmuseum Riga translozierte Holzkirche

## Persönlichkeiten
- Józef Broel-Plater (* 1890 in Kombuļi; † 1941 KZ Dachau), polnischer Bobfahrer